# German Open 2014
Il German Open 2014 è stato un torneo di tennis giocato sulla terra rossa. È stata la 108ª edizione dell'evento che dal 2009 ha preso il nome di International German Open, e che faceva parte della categoria ATP World Tour 500 series nell'ambito dell'ATP World Tour 2014. Si è giocato all'Am Rothenbaum di Amburgo in Germania dal 14 al 20 luglio 2014.

## Partecipanti

### Teste di serie
| Nazionalità | Giocatore              | Ranking* | Testa di serie |
| ----------- | ---------------------- | -------- | -------------- |
| Spagna      | David Ferrer           | 7        | 1              |
| Italia      | Fabio Fognini          | 15       | 2              |
| Spagna      | Tommy Robredo          | 18       | 3              |
| Ucraina     | Aleksandr Dolhopolov   | 19       | 4              |
| Russia      | Michail Južnyj         | 22       | 5              |
| Spagna      | Roberto Bautista Agut  | 23       | 6              |
| Germania    | Philipp Kohlschreiber  | 26       | 7              |
| Spagna      | Marcel Granollers      | 28       | 8              |
| Spagna      | Fernando Verdasco      | 29       | 9              |
| Spagna      | Guillermo García López | 32       | 10             |
| Colombia    | Santiago Giraldo       | 34       | 11             |
| Francia     | Gilles Simon           | 36       | 12             |
| Argentina   | Federico Delbonis      | 38       | 13             |
| Portogallo  | João Sousa             | 40       | 14             |
| Argentina   | Carlos Berlocq         | 41       | 15             |
| Italia      | Andreas Seppi          | 45       | 16             |

* Ranking al 7 luglio 2014.

### Altri partecipanti
Giocatori che hanno ricevuto una Wild card:
- David Ferrer
- Peter Gojowczyk
- Tobias Kamke
- Julian Reister
- Alexander Zverev

Giocatori passati dalle qualificazioni:

- Mate Delić
- Gastão Elias
- Daniel Gimeno Traver
- Marsel İlhan
- Filip Krajinović
- Albert Ramos Viñolas

## Campioni

### Singolare
Leonardo Mayer ha sconfitto in finale  David Ferrer per 6(3)–7, 6–1, 7–6(4).
- È il primo titolo in carriera per Mayer.

### Doppio
Marin Draganja /  Florin Mergea hanno sconfitto in finale  Alexander Peya /  Bruno Soares per 6–4, 7–5.